# Asasel

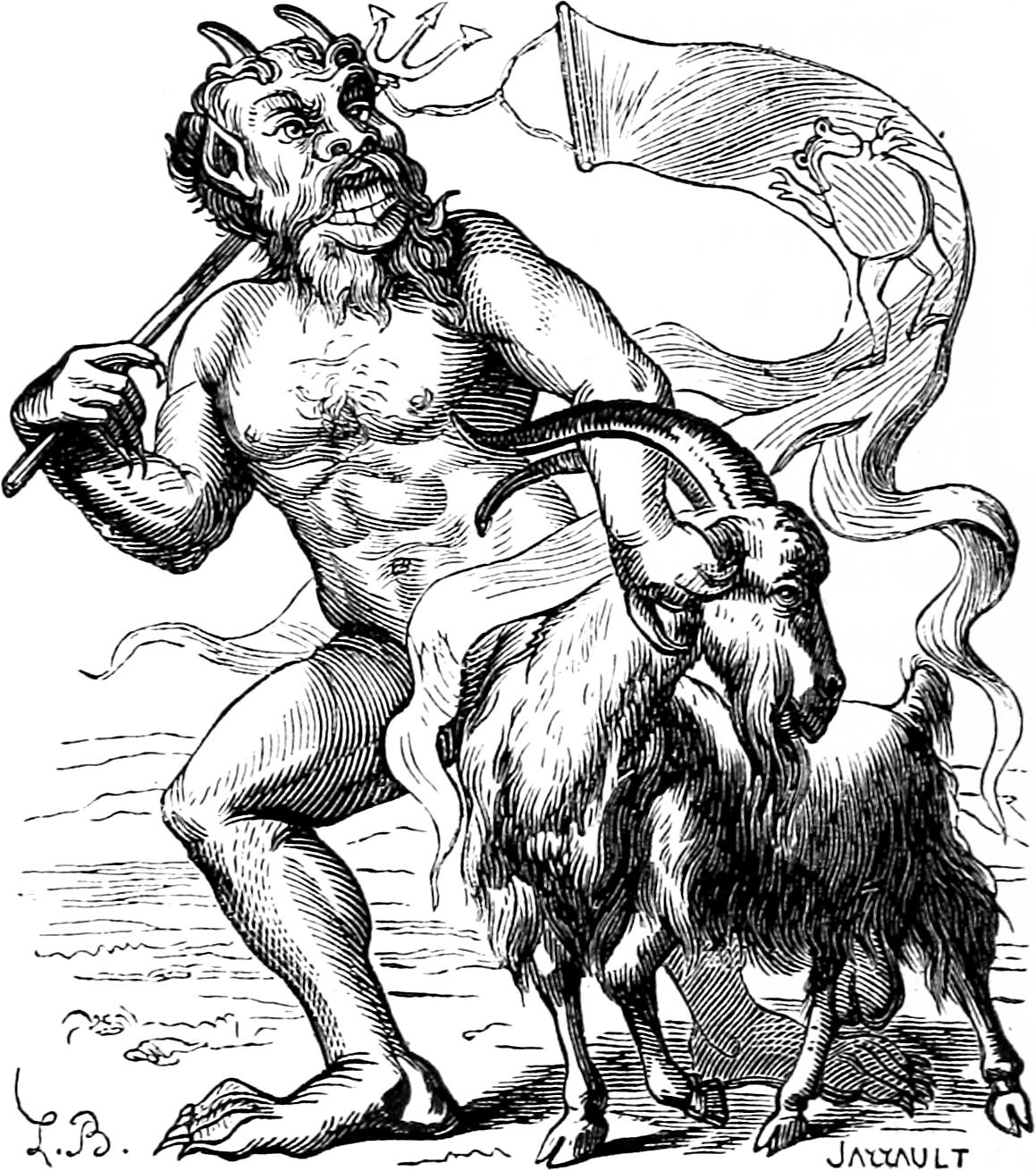
Asasel-Darstellung aus dem 19. Jahrhundert

Asasel oder Azazel (hebräisch עֲזָאזֵל, deutsch auch Asel oder Azaël) ist ursprünglich der Name eines Wüstendämons, dem beim jüdischen Sühnefest (Jom Kippur), mittels des sprichwörtlichen Sündenbocks, die Sünden des Volkes Israel aufgeladen wurden. In späteren Traditionen entwickelten sich Traditionen um Asasel zu einem individuellen gefallenen Engel, der häufig mit dem Teufel in Verbindung gebracht wurde.

## Ritual des Sündenbocks

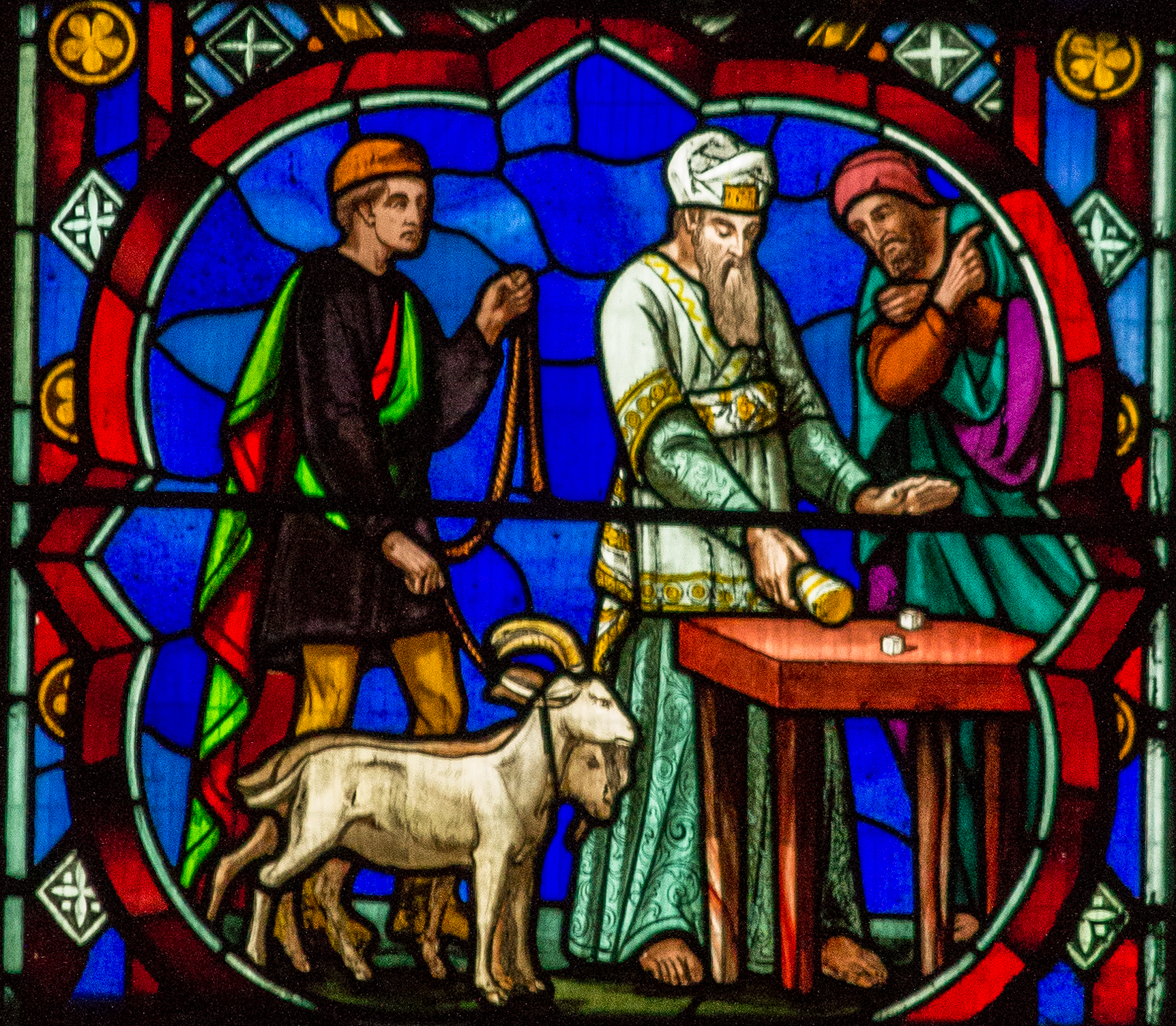
„Fensterbild der Kathedrale von Lincoln: Der Sündenbock soll zu Asasel geschickt werden.“

Am zehnten Tag des Monats Tischri begingen die Israeliten den Versöhnungstag (Jom Kippur), ein Sühnefest, in dessen Verlauf zwei Böcke herbeigeführt wurden. Das Los entschied, welcher dem Herrn zugesprochen und zum Zeichen der Sühne geschlachtet wurde, der andere ging an Asasel. Dem Bock Asasels wurden vom Hohepriester die gesamten Sünden des versammelten Volkes auferlegt, anschließend wurde er in die Wüste zu Asasel geschickt (Lev 16,5–10 .26 ). Dies ist allerdings auch die einzige Bezugnahme der (kanonischen) Bibel auf Asasel. Wer oder was er ist, wird an dieser Stelle nicht erklärt. Womöglich wurde Asasel durch den ägyptischen Gott Seth inspiriert. Beide Wesen wären in der Wüste beheimatet und standen für die Mächte des Bösen. Wie das Schwein gehörte auch der mit Asasel in Verbindung gebrachte Bock zu Seth. Der Brauch, Asasel einen Bock in die Wüste zu schicken, mag daher aus dem alten Ägypten stammen. Generell wird die Zeremonie dahingehend gedeutet, dass die Sünde symbolisch aus der Mitte Israels verbannt wird, und zu ihrem Ursprung (zum Teufel) zurückgejagt wird.
In der Vulgata wird Asasel mit caper emissarius übersetzt, dies deutet darauf hin, dass das Wort ursprünglich kein Eigenname war, sondern eine Bezeichnung der Funktion, die der Bock hat (עז אזל 'es 'osel, deutsch ‚Bock der wegträgt‘ statt עזאזל 'asasel). Dagegen scheint zu sprechen, dass 'es (עז) meist ein weibliches Tier bezeichnet, allerdings wird im selben Abschnitt (in Lev 16,5 ) ebenfalls dieses Wort benutzt, um die beiden männlichen Böcke als Ziegenböcke zu bezeichnen.

## Asasel in den Apokryphen

### 1. Buch Henoch
In späteren Traditionen wird Asasel mit den gefallenen Engeln in Verbindung gebracht. Laut dem pseudepigraphischen 1. Buch Henoch lehrte er die Menschen die Metallbearbeitung, den Gebrauch von Waffen, Edelsteinen und Färbemitteln sowie die Kunst des Schminkens. Dadurch trug er zur Verderbnis der Menschen bei und verriet – darin Prometheus ähnlich  – den Menschen die Geheimnisse des Himmels. Er mag eine Reaktion zum zunehmenden Einfluss der hellenistischen Kultur gewesen sein. So hätten die Juden sich den in der Schmiedekunst begründeten militärischen Vorteil in der Lehre von abtrünnigen Engeln erklärt. Zur Strafe wurde er von dem Engel Raphael gebunden, gesteinigt und in die Finsternis geworfen. Nach dem jüngsten Gericht wird Asasel verurteilt und dem Satan übergeben:

„Mache in der Dudael-Wüste eine Grube, und wirf ihn hinein. Lege scharfe, spitze Steine unter ihn und bedecke ihn mit Finsternis. Laß ihn dort für immer wohnen und bedecke sein Antlitz, damit er kein Licht schaue. Am Tag des Endgerichts soll er in den Feuerpfuhl geworfen werden! […] Die ganze Erde war doch durch die von Asasel gelehrten Werke verdorben worden.“

### Apokalypse des Abraham
In der Apokalypse des Abraham taucht Asasel im 13. und 14. Kapitel in der Gestalt eines unreinen Vogels auf, der sich auf die Kadaver der von Abraham geopferten Tiere setzt. Dieser tritt in einen Dialog mit Abraham und versucht, ihn von Gottes Weg abzubringen. Daraufhin erscheint ein Engel, der Abraham vor Asasel warnt. Die Aussage des Engels impliziert, dass Asasel vom Himmel verstoßen wurde und Abraham dazu bestimmt ist, das ehemalige Amt seines Verführers zu übernehmen. Die einstige Sünde Abrahams soll dafür auf den gefallenen Engel übertragen werden; womöglich eine Anspielung auf das Sündenbock-Ritual an Yom Kippur.
Asasel habe seine eigene Kavod (Herrlichkeit); ein Ausdruck, der für gewöhnlich für die Gottheit in der apokalyptischen Literatur vorbehalten ist, wodurch deutlich wird, dass die Feindschaft Asasels nicht nur dem Menschen, sondern auch Gott gewidmet ist. Die genaue Bedeutung seiner Rolle bleibt allerdings obskur. Manche Forscher vermuten einen dualistischen Charakter: Die Apokalypse des Abraham teile die Welt in zwei Reiche; das himmlische Reich Gottes und den Rechtschaffenen, welches dem Reich Asasels und der Ungerechten, welches versucht die himmlische Welt nachzuahmen, gegenübergestellt wird.
Der dualistische Charakter wird des Weiteren durch ähnliche Beschreibungen zwischen der Gottheit und Asasel hervorgehoben: Beide werden mit Bildern von Feuer beschrieben. Er steht damit der Gottheit dessen Feuer sich im Himmel befindet als Feuerbrand der unterirdischen Welt gegenüber. Andererseits fungiert Asasel auch als Gegenspieler des Protagonisten Abrahams: Es wird wiederholt erwähnt, dass Asasel sein himmlisches Gewand an Abraham verloren hat, als er sich zur Erde hinab begab. Abraham, der das Gewand annimmt, ersetzt somit Asasels Platz im Himmel. Dies reflektiert womöglich seinen Abstieg auf die Erde im 1. Buch Henoch.

### Sonstige
In späteren dämonologischen Werken gilt Asasel als ein bocksgestaltiger Dämon zweiten Ranges und erster Bannerträger der Höllenarmeen, wird aber auch mit Samael gleichgesetzt.

## Asasel im Islam

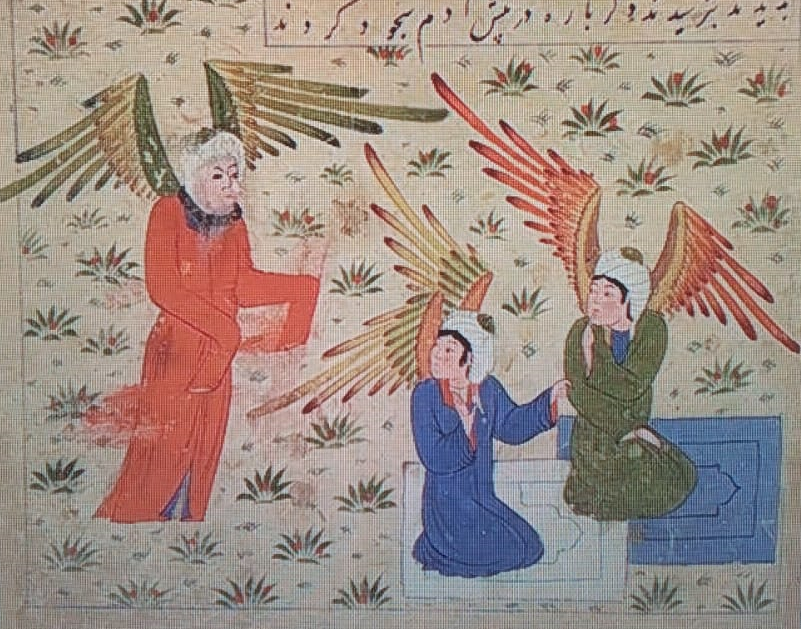
Zwei Engel drehen sich um und sehen alarmiert, dass sich Iblīs (ʿAzāzīl) weigert vor Adam zu verneigen. Gemälde aus einem Manuskript des ʿAdschāʾib al-machlūqāt von at-Ṭūsī Salmānī. Iran.

Im Islam wird  Asasel (arabisch عزازيل, DMG ʿAzāzīl) häufig, wenn auch nicht ausschließlich, mit Iblis, eine dem Teufel vergleichbare Gestalt, identifiziert. Der Name ist bereits bei den Gefährten Muhammeds belegt und taucht bis in die moderne islamische Popular-Kultur auf. Neben seiner Identifizierung von Iblis gibt es auch einen Engel, der zusammen mit den im Koran genannten Engelpaar Harut und Marut auf die Erde verbannt wurde. Dieser habe allerdings seine Entscheidung bereut und durfte in den Himmel zurückkehren. Vergleichbar mit der Darstellung Asasels im 1. Buch Henoch habe Asasel, gemäß der muslimischen Javaner, dem mythologischen Vater der javanischen Kultur, die Kunst der Wissenschaft gelehrt, mit dieser er schließlich jene Kultur gründete.

### Koranische Auslegung
Die Grundlage für die koranische Interpretation des Engels Asasel bilden die Berichte von ʿAbdallāh ibn ʿAbbās und Ibn Masʿūd und werden von vielen klassischen Korankommentatoren, wie at-Tabarī und ath-Thaʿlabī, zitiert und bestätigt. Dieser habe einst der Hierarchie der Erzengel angehört und wurde von Allah auf die Erde geschickt um die Dämonen zu bekämpfen. Nach seinem Sieg prahlte er und wurde stolz. Dies dient als Vorgeschichte der koranischen Erzählung der Erschaffung Adams. Stolz auf seinen Sieg, und sich aufgrund seiner immateriellen Natur aus Feuer (Geist) brüstend, erachtete er Adam, als ein aus Lehm (Materie) erschaffenes Wesen, für minderwertig und verweigerte den Befehl sich vor diesem zu verneigen:

«قَالَ مَا مَنَعَكَ أَلَّا تَسۡجُدَ إِذۡ أَمَرۡتُكَۖ قَالَ أَنَا۠ خَيۡرٌۭ مِّنۡهُ خَلَقۡتَنِی مِن نَّارٍۢ وَخَلَقۡتَهُۥ مِن طِينٍۢ»

„qāla mā manaʿaka allā tasǧuda iḏ amartuka qāla anā ḫairun minhu ḫalaqtanī min nārin wa-ḫalaqtahū min ṭīnin“

„Gott (w. Er) sagte: Was hinderte dich daran, dich niederzuwerfen, nachdem ich (es) dir befohlen habe? Iblīs (w. Er) sagte: Ich bin besser als er. Mich hast du aus Feuer erschaffen, ihn (nur) aus Lehm.“

Nach diesem koranischen Ereignis verlor Asasel seine Stellung im Himmel und wurde von einem Erzengel in einen Satan verwandelt. Seither versuchen Asasel, dessen Name zu Iblis geändert worden sei, und die Satane die Menschen von Gottes Weg abzubringen.

### Darstellungen in der Mystik
Im Umm al-Kitab einem ismailitischen Werk, gilt Asasel als die erste Emanation Allahs. Dieser verlieh ihm die Macht zur Schöpfung. Asasel nutzte seine geliehene Macht, sündigte aber gegen Allah, als er sich dann selbst zu einem Gott neben Allah ausrief. Allah bringt eine neue Schöpfung hervor, die in Konkurrenz zu Asasel und seinen Dämonen steht und Asasel in jeder Welt in eine neue Sphäre verbannt, indem er ihm eine Farbe entzieht, bis sie schlussendlich als Schatten in der materiellen Welt landen. Dort versucht er die Menschen in der materiellen Welt zu halten. Auch wenn der Name des Engels wohl aus dem Hebräischen stammt, entspricht seine Funktion nicht der der jüdischen Literatur. Stattdessen gleicht seine Rolle der des Demiurgen gnostischer Weltanschauungen.
In einer alevitischen Schöpfungsgeschichte gilt Asasel, neben Cebrail, Mikail, Israfil und Asrael, als einer von fünf Erzengeln. Sie verrichteten 1001 Tage ihre Gebete vor Gottes Tor, ehe es sich öffnete. Hinter dem Tor war ein Licht, vor dem sich die Erzengel verbeugen sollten. Asasel lehnte jedoch ab, da er meinte, auch das Licht wäre nur ein geschaffener Körper und es wäre verboten sich vor einem Geschöpf zu verneigen, denn nur vor dem, der nie erschaffen wurde solle man sich verneigen. Asasel kehrte daraufhin zurück vor Gottes Tor und geriet in die Ich-Welt, was die spätere Feindschaft zwischen Satan und dem Menschen in der physischen Welt herbeiführt.
Der islamische Mystiker Mevlana Rumi erwähnt Asasel in seinem Hauptwerk, dem Masnawī, als einen Engel, der durch seine Arroganz, trotz seiner einstigen hohen Position, in die Hölle verbannt wurde, um die Bedeutung von Bescheidenheit und Disziplin zu betonen. Unter den Sufis widmet sich auch ʿAbd al-Karīm al-Dschīlī der Rolle des Asasels. Er beschreibt ihn als einen Engel beharrlicher Anbetung. Da er jedoch nicht verstand, dass eine Verneigung vor Adam, wenn Allah diese befiehlt, einer Verneigung vor Allah selbst gleicht, verweigerte er den Befehl Allahs und erhielt Allahs Fluch. Damit wurde er zu Allahs Instrument des Verführers und der Dunkelheit.

## Jesidische Legende
Parallel zu Iblis findet sich in einer Geschichte innerhalb des Jesidentums, in der Asasel sich von Gott trennen wollte und die Hölle als sein eigenes Reich bekam, dort aber seine Entscheidung bereute und die Flammen der Hölle mit seinen Tränen löschte, woraufhin er in den Himmel zurückkehrte. Dieser wurde in einer Übersetzung jesidischer Werke fälschlicherweise mit Melek Taus identifiziert und förderte dadurch die irrtümliche Gleichsetzung zwischen der Satansfigur und Melek Taus.

## Neuere Rezeption
Der Name Asasel  bzw. Azazel wurde in der Populärkultur immer wieder zur Bezeichnung von dämonischen oder dämonenartigen Figuren verwendet. So ist er beispielsweise im Film Dämon – Trau keiner Seele oder der Fernsehserie Supernatural der Antagonist, in den Filmen Gefallene Engel 2 und Gefallene Engel 3 der Protagonist. Auch in der Literatur (Michail Bulgakows Der Meister und Margarita) oder in Comics (Neil Gaimans Sandman – Die Zeit des Nebels)  tauchen entsprechende Figuren auf. Die genannten Wesen basieren dabei in aller Regel höchstens lose auf der mythologischen Figur. Im PlayStation3-Spiel Tekken 6 wird Azazel als ein Drache dargestellt.